# Johann Kaspar Herwarthel
Johann Kaspar Herwarthel  (* 27. Dezember 1675 in Mainz; † 13. November 1720 in Mannheim) war ein Architekt und Baumeister des rheinisch-fränkischen Barocks. 

## Werke

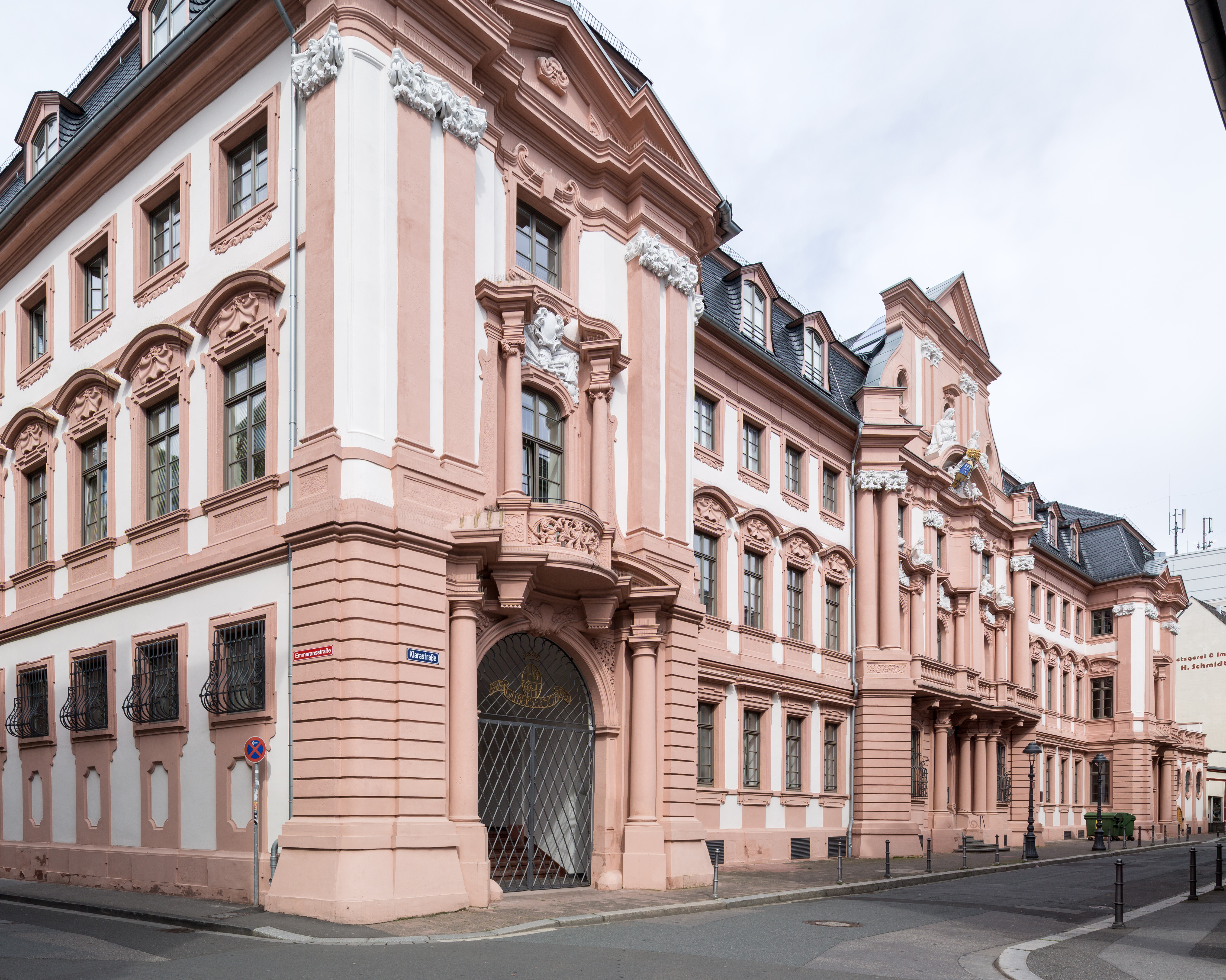
Jüngerer Dalberger Hof

- Schloss Herrnsheimer Schloss, Umbau der spätmittelalterlichen Wasserburg zum Barockschloss(ab 1714)
- Hochaltar[1] in St. Peter in Herrnsheim (heute: Worms), eine Stiftung von Philipp Wilhelm von Dalberg[Anm. 1] (* 22. März 1671; † 22. Mai 1721). Der Altar entstand in Zusammenarbeit mit dem Bildhauer Martin Biterich und dem Maler Franz Edmund Hügel. Im Zuge der neugotischen Umgestaltung der Kirche 1904/1905 wurde der Altar entfernt und nach St. Paulus in Worms transloziert, wo er seit 1929, wieder als Altar geweiht, den Dominikanern in ihrer Klosterkirche dient.[2]
- Jüngerer Dalberger Hof, Planung und Ausführung des größten noch erhaltenen Adelshofes in Mainz (1715–1718)
- Zum grünen Hollerbaum, Stadionerhofstraße 2, Mainz, um 1720 (1933 abgerissen)[3]
- Schloss und Schlosskirche zu Mannheim, Erstplanung 1720
- barockes Schlossgebäude Schloss Johannisberg (Rheingau)
- Zwei Risse für ein neues Stadthaus in Mainz (1720)